# Carolinaia carolinensis
Carolinaia carolinensis är en insektsart som beskrevs av Smith, C.F. 1980. Carolinaia carolinensis ingår i släktet Carolinaia och familjen långrörsbladlöss. Inga underarter finns listade i Catalogue of Life.